# Medaille voor Kunst en Wetenschap (Saksen-Altenburg)
De Medaille voor Kunst en Wetenschap (Duits: Medaille für Kunst und Wissenschaft) was een op 30 december 1875 ingestelde onderscheiding van het kleine Duitse hertogdom Saksen-Altenburg.
De medaille werd door de zeer kunstzinnige regerende hertog Ernst I van Saksen-Altenburg ingesteld en was bestemd voor personen die zich hadden onderscheiden in het beoefenen van kunst en wetenschap. De medaille is met zorg geslagen en de zeer gedetailleerde en plastisch weergegeven holle beugelkroon beweegt ten opzichte van de medaille.
De tussen 1875 en 1891 verleende medailles van Ernst I dragen op de voorzijde de kop van Ernst I met twee bakkebaarden en het rondschrift ERNST HERZOG ZU SACHSEN ALTENBURG. Op de keerzijde staat binnen een gedetailleerd afgebeelde lauwerkrans de tekst DEM VERDIENSTE UM KUNST UND WISSENSCHAFT.
- Gouden Medaille met Kroon in Diamanten (1890, van massief goud)
- Gouden Medaille met Kroon (verguld zilver)
- Gouden Medaille (verguld zilver of verguld wit metaal)
- Zilveren Medaille

De tussen 1891 en 1908 verleende medailles van Ernst I dragen op de voorzijde de kop van Ernst I met een zichtbare bakkebaard op de linkerwang en het rondschrift ERNST HERZOG ZU SACHSEN ALTENBURG. Op de keerzijde staat binnen een gedetailleerd afgebeelde lauwerkrans de tekst DEM VERDIENSTE UM KUNST UND WISSENSCHAFT.
- Gouden Medaille met Kroon (verguld zilver)
- Gouden Medaille (verguld zilver)
- Zilveren Medaille met Kroon
- Zilveren Medaille

De tussen 1908 en 1918 verleende medailles van Ernst II draagt op de voorzijde de kop van Ernst II met het rondschrift ERNST II HERZOG ZU SACHSEN ALTENBURG. Op de keerzijde staat binnen een wat dun afgebeelde lauwerkrans de tekst DEM VERDIENSTE UM KUNST UND WISSENSCHAFT.
- Gouden Medaille met Kroon (verguld zilver)
- Gouden Medaille (verguld zilver)
- Gouden Medaille (verguld zilver) met op het lint een smalle gesp met het jaartal "1914"
- Gouden Medaille (verguld zilver) met op het lint een smalle gesp met het getal "25"
- Zilveren Medaille met Kroon
- Zilveren Medaille (1912)

Men droeg de medaille aan een groen lint met zilverwitte rand op de linkerborst.